# Copa América 1956
Copa América 1956 – dwudzieste czwarte mistrzostwa kontynentu południowoamerykańskiego, odbyły się w dniach 21 stycznia – 15 lutego 1956 roku po raz piąty w Urugwaju (była to edycja specjalna turnieju, rozgrywana poza oficjalną kolejnością). Reprezentacje: Boliwii, Ekwadoru i Kolumbii wycofały się, co spowodowało, że w turnieju zagrało sześć zespołów. Grano systemem każdy, z każdym, a o zwycięstwie w turnieju decydowała końcowa tabela.

## Uczestnicy

### Argentyna
| Zawodnik                     | Klub                        |
| ---------------------------- | --------------------------- |
| Ricardo Bonelli              | CA Independiente            |
| Carlos José Cecconato        | CA Independiente            |
| Juan Carlos Colmán           | Boca Juniors                |
| Ernesto Bernardo Cucchiaroni | Boca Juniors                |
| Pedro Rodolfo Dellacha       | Racing Club de Avellaneda   |
| José García Pérez            | Racing Club de Avellaneda   |
| Ernesto Grillo               | CA Independiente            |
| Ernesto Gutiérrez            | Racing Club de Avellaneda   |
| Ángel Amadeo Labruna         | River Plate                 |
| Francisco Ramón Loiácono     | Gimnasia y Esgrima La Plata |
| Juan Francisco Lombardo      | Boca Juniors                |
| Rodolfo Micheli              | CA Independiente            |
| Eliseo Víctor Mouriño        | Boca Juniors                |
| Julio Elías Musimessi        | Boca Juniors                |
| Luis Pentrelli               | Gimnasia y Esgrima La Plata |
| Enrique Omar Sívori          | River Plate                 |
| Federico Vairo               | River Plate                 |
| José Varacka                 | CA Independiente            |
| Roberto Héctor Zárate        | River Plate                 |
| Trener: Guillermo Stábile    |                             |

### Brazylia
| Zawodnik                            | Klub                 |
| ----------------------------------- | -------------------- |
| ALFREDO RAMOS                       | São Paulo FC         |
| ÂLVARO José Rodrigues Valente       | Santos FC            |
| „BALTAZAR” – Oswaldo da Silva       | Corinthians Paulista |
| „CANHOTEIRO” – José Ribamar         | São Paulo FC         |
| „CABEÇÃO” – Luiz Moraes             | Portuguesa São Paulo |
| Nílton DE SORDI                     | São Paulo FC         |
| Emmanuelle DEL VECCHIO              | Santos FC            |
| DJALMA dos SANTOS                   | Portuguesa São Paulo |
| „FORMIGA” – Francisco Ferreira      | Santos FC            |
| GILMAR dos Santos Neves             | Corinthians Paulista |
| JAIR da Rosa Pinto                  | SE Palmeiras         |
| António Elias JULIÃO                | Corinthians Paulista |
| „LUIZINHO” Luiz Trujillo            | Corinthians Paulista |
| „MAURINHO” – Mauro Raphael          | São Paulo FC         |
| MAURO Ramos de Oliveira             | São Paulo FC         |
| NÉSTOR Alves da Silva               | XV de Jaú            |
| OLAVO Martíns de Oliveira           | Corinthians Paulista |
| PAULO Martorano                     | São Paulo FC         |
| ROBERTO BELANGERO                   | Corinthians Paulista |
| „TITE” – Augusto Vieira de Oliveira | Santos FC            |
| „ZITO” – José Ely de Miranda        | Santos FC            |
| „ZEZINHO” – Moysés Ferreira Alves   | São Paulo FC         |
| Trener: Oswaldo BRANDÃO             |                      |

### Chile
| Zawodnik               | Klub                      |
| ---------------------- | ------------------------- |
| Rodolfo Almeida        | CD Palestino              |
| Manuel Alvarez         | CD Universidad Católica   |
| Isaac Carrasco         | CSD Colo-Colo             |
| Ramiro Cortés          | Audax Italiano            |
| Carlos Cubillos        | Unión Española            |
| Misael Escuti Rovira   | CSD Colo-Colo             |
| Carlos Espinoza        | Everton Viña del Mar      |
| Sergio Espinoza        | Audax Italiano            |
| José Fernández         | CD Palestino              |
| Sergio Goity           | CD Palestino              |
| Enrique Hormazábal     | CSD Colo-Colo             |
| René Meléndez          | Everton Viña del Mar      |
| Manuel Muñoz           | CSD Colo-Colo             |
| Francisco Nistche      | Unión Española            |
| Jaime Ramírez Banda    | CSD Colo-Colo             |
| Leonel Sánchez Lineros | Club Universidad de Chile |
| Trener: Luis Tirado    |                           |

### Paragwaj
| Zawodnik                | Klub                      |
| ----------------------- | ------------------------- |
| Edelmiro Arévalo        | Club Olimpia              |
| Manuel Benítez          | ?                         |
| Higinio Benítez Casco   | ?                         |
| Asunción Caballero      | Club Presidente Hayes     |
| Joel Cabrera Santa Cruz | ?                         |
| Juan León Cañete        | ?                         |
| Eligio Echagüe          | Club Olimpia              |
| Antonio Gómez           | ?                         |
| Hermes González         | ?                         |
| Ireneo Hermosilla       | ?                         |
| Manuel Lugo             | ?                         |
| Enrique Jara Saguier    | ?                         |
| Victoriano Leguizamón   | ?                         |
| Robustiano Maciel       | ?                         |
| Hilarión Osorio         | ?                         |
| Albino Ricardo          | Cerro Porteño             |
| Máximo Rolón            | Club Libertad             |
| Juan Angel Romero       | Club Nacional de Football |
| Ruperto Torres          | ?                         |
| Alfredo Vega            | ?                         |
| Salvador Villalba       | ?                         |

### Peru
| Zawodnik                 | Klub               |
| ------------------------ | ------------------ |
| Isaac Francisco Andrade  | ?                  |
| Guillermo Barbadillo     | ?                  |
| Luis Calderón            | ?                  |
| Félix Castillo           | ?                  |
| Roberto Castillo         | ?                  |
| Germán Colunga           | ?                  |
| Guillermo Delgado        | ?                  |
| Roberto Drago            | ?                  |
| Óscar Gómez Sánchez      | ?                  |
| René Gutiérrez           | Universitario Lima |
| Cornelio Heredia         | ?                  |
| Carlos Lazón             | ?                  |
| Alberto Loret de Mola    | ?                  |
| Máximo Mosquera          | ?                  |
| Víctor Salas             | Universitario Lima |
| Juan Seminario           | ?                  |
| Alberto Terry            | Universitario Lima |
| Jacinto Villalba         | ?                  |
| Dimas Zegarra            | Universitario Lima |
| Trener: Arturo Fernández |                    |

### Urugwaj
| Zawodnik                 | Klub                      |
| ------------------------ | ------------------------- |
| Javier Ambrois           | Club Nacional de Football |
| Alfonso Auscarriaga      | Danubio FC                |
| Carlos Luis Borges       | CA Peñarol                |
| Ladislao Brazionis       | Rampla Juniors            |
| Carlos María Carranza    | CA Cerro                  |
| Carlos Correa            | Defensor Sporting         |
| Carlos Chávez            | Liverpool Montevideo      |
| Héctor Demarco           | Defensor Sporting         |
| Guillermo Escalada       | Club Nacional de Football |
| Roque Fernández          | Rampla Juniors            |
| Roberto Rafael Leopardi  | Club Nacional de Football |
| Julio Maceiras           | Danubio FC                |
| Wáshington Manghini      | Danubio FC                |
| Wílliam Ruben Martínez   | CA Peñarol                |
| Óscar Daniel Melgarejo   | Danubio FC                |
| Óscar Omar Miguez        | CA Peñarol                |
| Luis Alberto Miramontes  | Defensor Sporting         |
| Luis A. Pírez            | Racing Montevideo         |
| Héctor Ramos             | Club Nacional de Football |
| Víctor Rodríguez Andrade | CA Peñarol                |
| Fernando Rodríguez       | Danubio FC                |
| Pedro Rodríguez          | Rampla Juniors            |
| José Wálter Roque        | Rampla Juniors            |
| Trener: Hugo Bagnulo     |                           |

## Mecze

### Urugwaj–Paragwaj
| URUGWAJ – PARAGWAJ 4:2 (3:0) |
| --- |
| 21 stycznia 1956, Montevideo, Estadio Centenario (widzów 55 000)                                                                                        |
| Sędzia: Juan Regis Brozzi |
| URUGWAJ: Maceiras – Martínez, Leopardi (72 Brazionis) – Rodríguez Andrade, Carranza, Miramontes – Borges, Ambrois, Míguez (66 Demarco), Escalada, Roque |
| PARAGWAJ: Benítez – Maciel (Arévalo), Benítez Casco – Villalba, Hermosilla, Leguizamón – González, Rolón, Gómez, Cańete, Torres                         |
| Bramki: 1:0 Míguez 12, 2:0 Escalada 25, 3:0 Escalada 32, 4:0 Roque 65, 4:1 Rolón 81, 4:2 Gómez 89                                                       |

### Argentyna–Peru
| ARGENTYNA – PERU 2:1 (1:0) |
| --- |
| 22 stycznia 1956, Montevideo, Estadio Centenario (widzów 16 000)                                                                                    |
| Sędzia: Washington Rodríguez |
| ARGENTYNA: Musimessi – Dellacha, Vairo – Lombardo, Mourińo, Gutiérrez – Micheli (83 Pentrelli), Sívori, Bonelli (78 Loiácono), Labruna, Cucchiaroni |
| PERU: Zegarra – Delgado, Salas – Lazón, Calderón, Heredia – F.Castillo, Drago, Lloret de Mola (Terry), Mosquera, Gómez Sánchez                      |
| Bramki: 1:0 Sívori 43, 2:0 Vairo 51, 2:1 Drago 56                                                                                                   |

### Chile–Brazylia
| CHILE – BRAZYLIA 4:1 (1:1) |
| --- |
| 24 stycznia 1956, Montevideo, Estadio Centenario (widzów 18 000)                                                                            |
| Sędzia: Juan Regis Brozzi |
| CHILE: Escuti – Almeida, Alvarez – Cortés, Cubillos, Carrasco – Hormazábal, Meléndez, Ramírez Banda, Muńoz, Sánchez                         |
| BRAZYLIA: Gilmar – Djalma Santos, Mauro – Alfredo Ramos, Zito, Julião – Del Vecchio (Baltazar), Alvaro, Jair, Canhoteiro, Maurinho (Néstor) |
| Bramki: 1:0 Hormazábal 8, 1:1 Maurinho 38, 2:1 Meléndez 65, 3:1 Sánchez 71, 4:1 Hormazábal 83                                               |

### Urugwaj–Peru
| URUGWAJ – PERU 2:0 (1:0) |
| --- |
| 28 stycznia 1956, Montevideo, Estadio Centenario (widzów 70 000)                                                                                         |
| Sędzia: Cayetano de Nicola |
| URUGWAJ: Maceiras – Martínez, Brazionis – Rodríguez Andrade, Carranza (85 Auscarriaga), Manghini – Borges (87 Pírez), Ambrois, Míguez, Escalada, Roque   |
| PERU: Zegarra – Delgado, Salas – Lazón, Calderón, Heredia (Gutiérrez) – F.Castillo, Barbadillo (Drago), R.Castillo, Mosquera (Lloret de Mola), Seminario |
| Bramki: 1:0 Escalada 42, 2:0 Míguez 73 |

### Brazylia–Paragwaj
| BRAZYLIA – PARAGWAJ 0:0 |
| --- |
| 29 stycznia 1956, Montevideo, Estadio Centenario (widzów 45 000)                                                                                           |
| Sędzia: Sergio Bustamante |
| BRAZYLIA: Gilmar – Djalma Santos, De Sordi – Formiga, Roberto Belangero, Alfredo Ramos – Maurinho, Del Vecchio (Baltazar), Alvaro, Jair (Luizinho), Néstor |
| PARAGWAJ: Caballero – Maciel, Benítez Casco – Villalba, Hermosilla, Leguizamón – González, Gómez, Lugo, Osorio (Rolón), Cabrera (Cańete)                   |

### Argentyna–Chile
| ARGENTYNA – CHILE 2:0 (1:0) |
| --- |
| 29 stycznia 1956, Montevideo, Estadio Centenario (widzów 45 000)                                                                                               |
| Sędzia: João Baptista Laurito |
| ARGENTYNA: Musimessi – Colman, Vairo – Lombardo, Varacka (46 Mouriño), Gutiérrez – Micheli, Sívori (65 Cecconato), Loiácono (46 Bonelli), Labruna, Cucchiaroni |
| CHILE: Escuti – Almeida, Alvarez – Cortés, Cubillos, Carrasco – Ramírez Banda, Hormazábal, Meléndez, Muńoz, Sánchez                                            |
| Bramki: 1:0 Labruna 9, 2:0 Labruna 79 |
| Uwagi: w 75 minucie wyrzucony został z boiska argentyński piłkarz Cucchiaroni                                                                                  |

### Brazylia–Peru
| BRAZYLIA – PERU 2:1 (1:1) |
| --- |
| 1 lutego 1956, Montevideo, Estadio Centenario (widzów 20 000)                                                                                                |
| Sędzia: Washington Rodríguez |
| BRAZYLIA: Gilmar – Djalma Santos, De Sordi – Formiga, Roberto Belangero, Alfredo Ramos – Alvaro (Zezinho), Luizinho, Canhoteiro, Néstor (Maurinho), Baltazar |
| PERU: Zegarra – Delgado, Lazón – Salas (Andrade), Calderón (Colunga), Gutiérrez – Drago, R.Castillo, F.Castillo, Seminario (Villalba), Barbadillo            |
| Bramki: 1:0 Alvaro 10, 1:1 Drago 42, 2:1 Zezinho 80 |

### Argentyna–Paragwaj
| ARGENTYNA – PARAGWAJ 1:0 (0:0) |
| --- |
| 1 lutego 1956, Montevideo, Estadio Centenario (widzów 20 000)                                                                                      |
| Sędzia: João Baptista Laurito |
| ARGENTYNA: Musimessi – Colman, Vairo – Lombardo, Mourińo, Gutiérrez – Micheli (46 Pentrelli), Cecconato (75 Grillo), Bonelli, Labruna, Cucchiaroni |
| PARAGWAJ: Caballero – Maciel, Benítez Casco – Villalba, Vega, Hermosilla – González, Jara Saguier, Romero, Gómez (Rolón), Cańete                   |
| Bramki: 1:0 Cecconato 54 |

### Paragwaj–Peru
| PARAGWAJ – PERU 1:1 (0:0) |
| --- |
| 5 lutego 1956, Montevideo, Estadio Centenario (widzów 25 000)                                                                                            |
| Sędzia: Juan Regis Brozzi |
| PARAGWAJ: Caballero – Ricardo, Benítez Casco – Echagüe (Hermosilla), Vega (Leguizamón), Villalba – González, Jara Saguier (Rolón), Romero, Gómez, Cańete |
| PERU: Zegarra – Delgado, Lazón – Andrade, Gutiérrez, Calderón – F.Castillo, Drago, R.Castillo (Terry), Mosquera, Gómez Sánchez                           |
| Bramki: 0:1 Andrade 61, 1:1 Rolón 76 |

### Brazylia–Argentyna
| BRAZYLIA – ARGENTYNA 1:0 (0:0) |
| --- |
| 5 lutego 1956, Montevideo, Estadio Centenario (widzów 25 000)                                                                                          |
| Sędzia: Washington Rodríguez |
| BRAZYLIA: Gilmar – Djalma Santos, De Sordi – Alfredo Ramos, Formiga, Roberto Belangero – Maurinho, Luizinho, Del Vecchio (Alvaro), Zezinho, Canhoteiro |
| ARGENTYNA: Musimessi – Colman (42 García Pérez), Vairo – Lombardo, Mourińo, Gutiérrez – Pentrelli, Cecconato, Grillo, Labruna (79 Sívori), Cucchiaroni |
| Bramki: 1:0 Luizinho 88 |

### Urugwaj–Chile
| URUGWAJ – CHILE 2:1 (1:0) |
| --- |
| 6 lutego 1956, Montevideo, Estadio Centenario (widzów 60 000)                                                                   |
| Sędzia: Juan Regis Brozzi |
| URUGWAJ: Maceiras – Martínez, Brazionis – Rodríguez Andrade, Carranza, Manghini – Borges, Ambrois, Míguez, Melgarejo, Roque     |
| CHILE: Escuti – Almeida, Alvarez – Cortés, Cubillos, Carrasco – Hormazábal, Meléndez, Ramírez Banda (Fernández), Muńoz, Sánchez |
| Bramki: 1:0 Míguez 12, 2:0 Borges 58k, 2:1 Ramírez Banda 59                                                                     |

### Chile–Peru
| CHILE – PERU 4:3 (2:1) |
| --- |
| 9 lutego 1956, Montevideo, Estadio Centenario (widzów 5000)                                                                                               |
| Sędzia: Juan Regis Brozzi |
| CHILE: C.Espinoza – Almeida, Alvarez (Goity) – Carrasco, Cortés, Cubillos – Hormazábal, S.Espinoza (Fernández), Ramírez Banda, Muńoz, Sánchez             |
| PERU: Zegarra – Delgado, Salas (Andrade) – Lazón, Heredia (Gutiérrez), Calderón – F.Castillo, Drago, Lloret de Mola (R.Castillo), Mosquera, Gómez Sánchez |
| Bramki: 1:0 Hormazábal 15, 1:1 F.Castillo 22, 2:1 Muńoz 34, 2:2 Mosquera 57, 3:2 Fernández 70, 3:3 Gómez Sánchez 80, 4:3 Sánchez 86                       |

### Urugwaj–Brazylia
| URUGWAJ – BRAZYLIA 0:0 |
| --- |
| 10 lutego 1956, Montevideo, Estadio Centenario (widzów 80 000)                                                                                           |
| Sędzia: Juan Regis Brozzi |
| URUGWAJ: Maceiras – Martínez, Brazionis – Rodríguez Andrade, Carranza, Miramontes – Borges, Ambrois, Míguez, Melgarejo (72 Demarco), Roque               |
| BRAZYLIA: Gilmar – Djalma Santos, De Sordi – Alfredo Ramos, Formiga, Roberto Belangero – Maurinho, Del Vecchio (Baltazar), Zezinho, Luizinho, Canhoteiro |

### Chile–Paragwaj
| CHILE – PARAGWAJ 2:0 |
| --- |
| 12 lutego 1956, Montevideo, Estadio Centenario (widzów 4000)                                                                                          |
| Sędzia: Washington Rodríguez |
| CHILE: C.Espinoza – Almeida, Alvarez – Cubillos, Cortés, Carrasco – Hormazábal, Ramírez Banda, Muńoz (Fernández), Meléndez, Sánchez                   |
| PARAGWAJ: Caballero (Benítez) – Benítez Casco, Ricardo – Villalba, Leguizamón (Vega), Echagüe – González, Jara Saguier (Rolón), Romero, Gómez, Cańete |
| Bramki: 1:0 Hormazábal, 2:0 Ramírez Banda |

### Urugwaj–Argentyna
| URUGWAJ – ARGENTYNA 1:0 (1:0) |
| --- |
| 15 lutego 1956, Montevideo, Estadio Centenario (widzów 80 000)                                                                                           |
| Sędzia: Cayetano de Nicola |
| URUGWAJ: Maceiras – Martínez, Brazionis – Rodríguez Andrade, Carranza, Miramontes – Borges (71 Pírez), Ambrois, Míguez, Escalada (75 Auscarriaga), Roque |
| ARGENTYNA: Musimessi – Dellacha, Vairo – Lombardo, Mourińo, Gutiérrez – Pentrelli, Sívori, Grillo, Labruna, Zárate                                       |
| Bramki: 1:0 Ambrois 23 |

## Podsumowanie

### Wyniki
Wszystkie mecze rozgrywano w Montevideo na stadionie Centenario
| Urugwaj   | 4 – 2 (3-0) | Paragwaj  |
| Argentyna | 2 – 1 (1-0) | Peru      |
| Chile     | 4 – 1 (1-1) | Brazylia  |
| Urugwaj   | 2 – 0 (1-0) | Peru      |
| Brazylia  | 0 – 0       | Paragwaj  |
| Argentyna | 2 – 0 (1-0) | Chile     |
| Brazylia  | 2 – 1 (1-1) | Peru      |
| Paragwaj  | 0 – 0 (0-)  | Argentyna |
| Paragwaj  | 1 – 1 (0-0) | Peru      |
| Brazylia  | 1 – 0 (0-0) | Argentyna |
| Urugwaj   | 2 – 1 (1-0) | Chile     |
| Chile     | 4 – 3 (2-1) | Peru      |
| Urugwaj   | 0 – 0       | Brazylia  |
| Chile     | 2 – 0 (0-0) | Paragwaj  |
| Urugwaj   | 1 – 0 (1-0) | Argentyna |

### Końcowa tabela
| M  | Drużyna   | L.m. | Zw. | Rem. | Por. | Bramki | R.br. | Pkt |
| 1. | Urugwaj   | 5    | 4   | 1    | 0    | 9:3    | 6     | 9   |
| 2. | Argentyna | 5    | 3   | 0    | 2    | 5:3    | 2     | 6   |
| 3. | Chile     | 5    | 3   | 0    | 2    | 11:8   | 3     | 6   |
| 4. | Brazylia  | 5    | 2   | 2    | 1    | 4:5    | -1    | 6   |
| 5. | Paragwaj  | 5    | 0   | 2    | 3    | 3:8    | -5    | 2   |
| 6. | Peru      | 5    | 0   | 1    | 4    | 6:11   | -5    | 0   |

Dwudziestym czwartym triumfatorem turnieju Copa América został po raz dziewiąty zespół Urugwaju.

### Strzelcy bramek
| Gole | Piłkarze |
| ---- | --- |
| 4    | E.Hormazábal |
| 3    | Escalada, Míguez |
| 2    | Labruna J.Ramírez, L.Sánchez Rolón Drago |
| 1    | Cecconato, Sívori, Vairo Alvaro, Luizinho, Maurinho, Zezinho J.Fernández, M.Muńoz, Meléndez Gómez Andrade, F.Castillo, Gómez Sánchez, Mosquera Ambrois, C.Borges, Roque |

### Sędziowie
| Mecze | Sędziowie                                |
| ----- | ---------------------------------------- |
| 6     | Juan Regis Brozzi                        |
| 4     | Washington Rodríguez                     |
| 2     | João Baptista Laurito Cayetano de Nicola |
| 1     | Sergio Bustamante                        |